# Chondria longicornis
Chondria longicornis is een keversoort uit de familie zwamkevers (Endomychidae). De wetenschappelijke naam van de soort werd in 1923 gepubliceerd door Gilbert John Arrow.